# Бохумир
Бохумир (словен. Bohumír) је мушко чешко и словачко име. Добијено је из речи „бог“ и „мир“ и има значење „Бог је миротворац (мирољубив)“ или „мир божији“. Имендани се славе у обе наведене земље 8. новембра. Сродно име је Богомир, које је према једном тумачењу изведено од овог имена.